# Sporting Charleroi

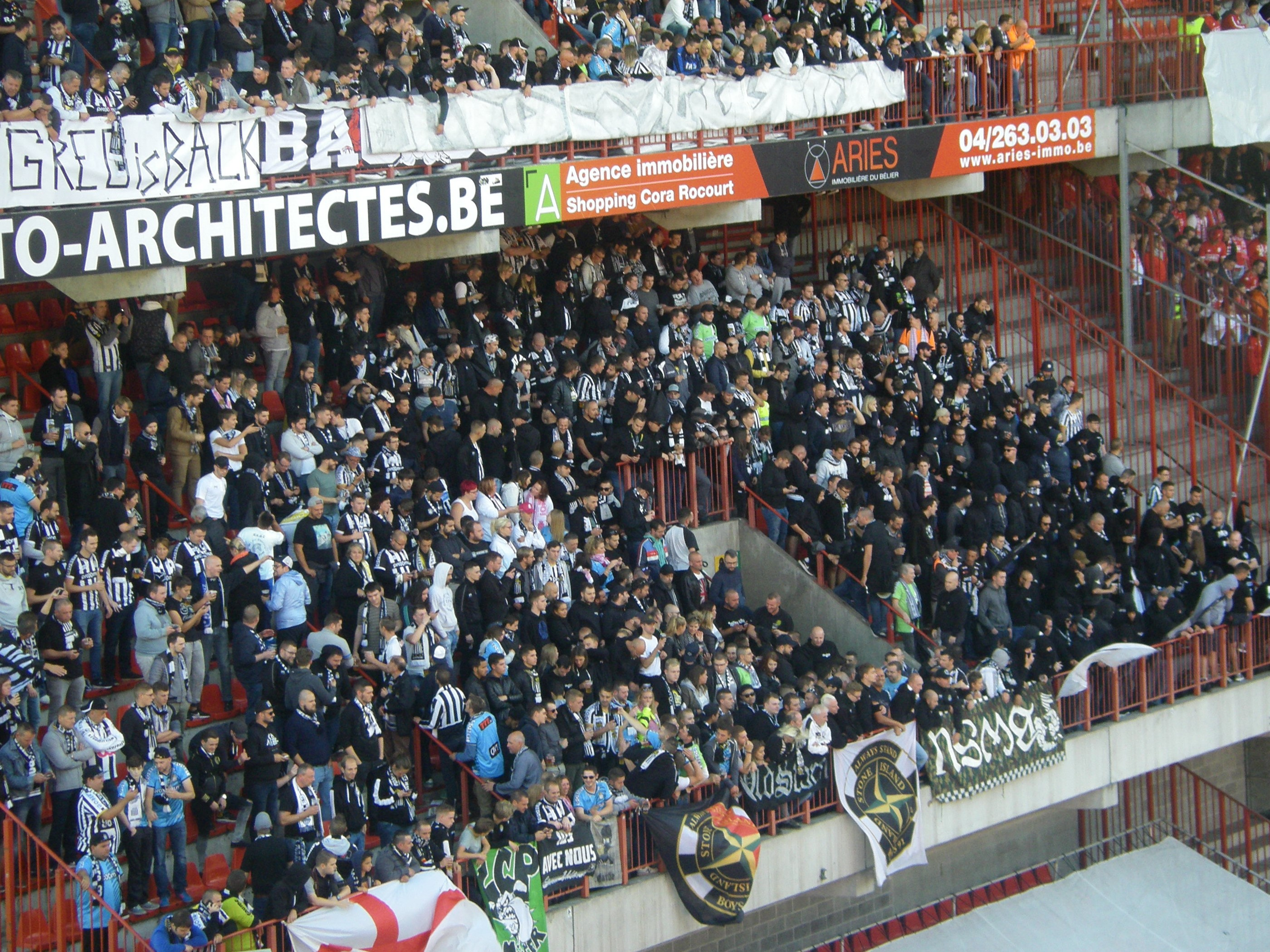
Fans von Sporting Charleroi vor einem Wallonischen Derby bei Standard Lüttich.

Die Royale Sporting du Pays de Charleroi, kurz Sporting Charleroi, ist ein belgischer Fußballverein aus Charleroi, der in der Division 1A spielt. Der Verein wird auch „Zebras“ genannt. Dieser Name hat seinen Ursprung in den weiß-schwarz gestreiften Trikots.

## Geschichte
Der Verein wurde 1904 gegründet und schloss sich dem belgischen Fußballverband an. Am 24. November 1907 wurde der Verein in das Vereinsregister eingetragen und durfte ab diesem Zeitpunkt Meisterschaftsspiele bestreiten. 1929 durfte sich der Verein mit dem königlichen Namenszusatz Royale Charleroi SC nennen. 2002 wurde der Verein in Royale Sporting du Pays de Charleroi umbenannt.
Zuletzt gelang es Charleroi in der Saison 2014/15 sich für UEFA Europa League zu qualifizieren, scheiterte dort aber in der 3. Qualifikationsrunde.
Die Saison 2018/19 beendete der Verein auf Platz 9 nach der Hauptrunde. Die anschließende Play-off-Runde beendete er als Erster. Charleroi konnte auch das Play-off-Finale gegen den KV Kortrijk gewinnen. Das folgende Spiel gegen Royal Antwerpen als Vierten der Meister-Play-off-Runde verlor er 2:3 und nimmt daher auch in der Saison 2019/20 nicht an europäischen Pokalwettbewerben teil.
Anfang Juni 2019 machte Felice Muzzo als Trainer von einer Klausel in seinem Vertrag Gebrauch. Gegen Zahlung von 500.000 Euro wurde der Vertrag beendet, und er wechselte zum Ligakonkurrenten KRC Genk. Am 21. Juni 2019 wurde als neuer Trainer Karim Belhocine mit unbefristeten Vertrag verpflichtet.
Bei Abbruch der 2019/20 infolge der COVID-19-Pandemie stand Charleroi auf dem 3. Tabellenplatz. Damit war der Verein auf jeden Fall für die Europa League qualifiziert. Die Startrunde dort war vom Ausgang des erst am 1. August 2020 durchgeführten Pokalfinales abhängig. Falls dieses wegen der COVID-19-Pandemie nicht hätte ausgetragen werden können oder der FC Brügge als Landesmeister es gewonnen hätte, wäre Charleroi für die Gruppenphase qualifiziert gewesen. Da aber Royal Antwerpen Pokalsieger wurde, musste Charleroi in der 3. Qualifikationsrunde antreten.
Infolge der Terminverschiebungen aufgrund der Pandemie wurde die Qualifikation ohne Rückspiel ausgetragen. Charleroi gewann zunächst gegen FK Partizan Belgrad 2:1 nach Verlängerung und schied dann im Play-off-Spiel gegen Lech Posen mit einer 1:2-Niederlage aus der Europa League aus.
Am letzten Spieltag der Hauptrunde der Saison 2023/24 rutschte der Verein aufgrund der Tordifferenz auf Platz 13 ab und muss daher an der Play-down-Runde teilnehmen. Darauf wurde im Laufe der Folgewoche Felice Mazzù als Trainer entlassen. Der Vorstand betonte, man lege ihm nicht die volle  Verantwortung für die aktuelle Situation des Vereins auf, aber der aktuelle Zustand des Vereins sei nicht akzeptabel. Frank Defays sollte vorläufig das Training leiten. Bereits am Folgetag wurde Rik De Mil als neuer Trainer verpflichtet. Er erhielt einen Vertrag bis zum Ende der Saison 2025/26, unabhängig davon, ob er den Verein noch vor dem Abstieg retten kann oder nicht.

## Stadion
Das Stadion des Vereins hieß lange „Stade du Mambourg“. Während der Fußball-Europameisterschaft 2000 war das Stadion einer der Austragungsorte des Turniers und wurde dafür modernisiert. Der Stadionname wurde am 24. Mai 1999 offiziell in Stade du Pays de Charleroi geändert und es fand ein Eröffnungsspiel zwischen Sporting Charleroi und dem FC Metz statt.
Zu Zeiten der EURO 2000 besaß das Stadion rund 30.000 Plätze. Nach der EM-Turnier fasste das Stadion nach Umbau etwa 24.000 Besucher. Nach einer Renovierung von 2012 bis 2013 liegt die Kapazität bei knapp unter 15.000 Zuschauern.

## Statistiken

### Sportliche Erfolge
- Belgische Fußballmeisterschaft
  - Vize-Meister: 1969
  - Dritter: 2020
- Belgischer Fußballpokal
  - Finale: 1978, 1993

### Saison-Statistiken seit Einführung Play-off
| Saison  | Liga (Klasse)    | Platz Hauptrunde von 16 | Platz Meister-Play-off   | Platz Play-off II        |
| ------- | ---------------- | ----------------------- | ------------------------ | ------------------------ |
| 2009/10 | 1. Division (I)  | 13.                     |                          | 4. von 4                 |
| 2010/11 | 1. Division (I)  | 16.                     |                          |                          |
| 2011/12 | 2. Division (II) | 01.                     |                          |                          |
| 2012/13 | 1. Division (I)  | 11.                     |                          | 3. von 4                 |
| 2013/14 | 1. Division (I)  | 10.                     |                          | 2. von 4                 |
| 2014/15 | 1. Division (I)  | 06.                     | 5. von 6                 |                          |
| 2015/16 | 1. Division (I)  | 08.                     |                          | 1. von 4                 |
| 2016/17 | Division 1A (I)  | 06.                     | 5. von 6                 |                          |
| 2017/18 | Division 1A (I)  | 03.                     | 6. von 6                 |                          |
| 2018/19 | Division 1A (I)  | 09.                     |                          | 1. von 6                 |
| 2019/20 | Division 1A (I)  | 03.                     | Saison abgebrochen       | Saison abgebrochen       |
| 2020/21 | Division 1A (I)  | 12. von 18              | keine Teilnahme Play-off | keine Teilnahme Play-off |
| 2021/22 | Division 1A (I)  | 06. von 18              |                          | 3. von 4                 |
| 2022/23 | Division 1A (I)  | 09. von 18              | keine Teilnahme Play-off | keine Teilnahme Play-off |
| 2023/24 | Division 1A (I)  | 13. von 16              |                          | Play-down: 1.            |
| 2024/25 | Division 1A (I)  | 10. von 16              |                          | 1. von 6                 |

### Europapokalstatistik
| Saison  | Wettbewerb             | Runde                  | Gegner              | Gesamt | Hin           | Rück          |
| ------- | ---------------------- | ---------------------- | ------------------- | ------ | ------------- | ------------- |
| 1994/95 | UEFA-Pokal             | 1. Runde               | Rapid Bukarest      | 2:3    | 0:2 (A)       | 2:1 (H)       |
| 1995    | UEFA Intertoto Cup     | Gruppenphase           | Beitar Jerusalem    | 1:0    | 1:0 (A)       | 1:0 (A)       |
| 1995    | UEFA Intertoto Cup     | Gruppenphase           | Bursaspor           | 0:2    | 0:2 (H)       | 0:2 (H)       |
| 1995    | UEFA Intertoto Cup     | Gruppenphase           | 1. FC Košice        | 2:3    | 2:3 (A)       | 2:3 (A)       |
| 1995    | UEFA Intertoto Cup     | Gruppenphase           | FC Wimbledon        | 3:0    | 3:0 (H)       | 3:0 (H)       |
| 1996    | UEFA Intertoto Cup     | Gruppenphase           | Silkeborg IF        | 2:4    | 2:4 (H)       | 2:4 (H)       |
| 1996    | UEFA Intertoto Cup     | Gruppenphase           | Conwy Borough FC    | 0:0    | 0:0 (A)       | 0:0 (A)       |
| 1996    | UEFA Intertoto Cup     | Gruppenphase           | Zagłębie Lubin      | 0:0    | 0:0 (H)       | 0:0 (H)       |
| 1996    | UEFA Intertoto Cup     | Gruppenphase           | SV Ried             | 3:1    | 3:1 (A)       | 3:1 (A)       |
| 2005    | UEFA Intertoto Cup     | 2. Qualifikationsrunde | Tampere United      | 0:1    | 0:1 (A)       | 0:0 (H)       |
| 2015/16 | UEFA Europa League     | 2. Qualifikationsrunde | Beitar Jerusalem    | 9:2    | 5:1 (H)       | 4:1 (A)       |
| 2015/16 | UEFA Europa League     | 3. Qualifikationsrunde | Sorja Luhansk       | 0:5    | 0:2 (H)       | 0:3 (A) 1     |
| 2020/21 | UEFA Europa League     | 3. Qualifikationsrunde | FK Partizan Belgrad | 2:1    | 2:1 n. V. (H) | 2:1 n. V. (H) |
| 2020/21 | UEFA Europa League     | Play-offs              | Lech Posen          | 1:2    | 1:2 (H)       | 1:2 (H)       |
| 2025/26 | UEFA Conference League | 2. Qualifikationsrunde | Hammarby IF         | 1:2    | 0:0 (A)       | 1:2 n. V. (H) |

Gesamtbilanz: 20 Spiele, 7 Siege, 4 Unentschieden, 9 Niederlagen, 27:26 Tore (Tordifferenz +1)

## Kader 2025/26
Stand: 5. August 2025
| Nr. |                              | Position | Name                   |
| --- | ---------------------------- | -------- | ---------------------- |
| 4   | Syrien                       | AB       | Aiham Ousou            |
| 5   | Frankreich                   | MF       | Etienne Camara         |
| 7   | Belgien                      | ST       | Isaac Mbenza           |
| 8   | Norwegen                     | MF       | Jakob Napoleon Romsaas |
| 9   | Palastina Autonomiegebiete   | ST       | Oday Dabbagh           |
| 10  | Elfenbeinküste               | MF       | Parfait Guiagon        |
| 15  | Norwegen                     | AB       | Vetle Dragsnes         |
| 17  | Burkina Faso                 | MF       | Antoine Bernier        |
| 19  | Serbien                      | ST       | Nikola Štulić          |
| 20  | Kongo Demokratische Republik | MF       | Freddy Mbemba          |
| 21  | Zypern Republik              | AB       | Stelios Andreou        |
| 22  | Algerien                     | MF       | Yassine Titraoui       |
| 24  | Belgien                      | AB       | Mardochée Nzita        |
| 25  | Belgien                      | MF       | Antoine Colassin       |
| 28  | Ghana                        | ST       | Raymond Asante         |
| 29  | Slowenien                    | AB       | Žan Rogelj             |

| Nr. |                | Position | Name              |
| --- | -------------- | -------- | ----------------- |
| 30  | Elfenbeinküste | TW       | Mohamed Koné      |
| 32  | Monaco         | AB       | Mehdi Boukamir    |
| 33  | Belgien        | TW       | Théo Defourny     |
| 40  | Marokko        | MF       | Yassine Khalifi   |
| 43  | Belgien        | MF       | Quentin Benaets   |
| 39  | Frankreich     | AB       | Massamba Sow      |
| 51  | Belgien        | AB       | Robin Denuit      |
| 52  | Belgien        | MF       | Mory Kera         |
| 55  | Belgien        | TW       | Martin Delavallée |
| 56  | Marokko        | MF       | Amine Boukamir    |
| 60  | Belgien        | TW       | Nicolas Closset   |
| 80  | Belgien        | ST       | Youssuf Sylla     |
| 95  | Frankreich     | AB       | Check Kaita       |
| 98  | Frankreich     | AB       | Jeremy Petris     |
| 99  | Frankreich     | ST       | Anthony Descotte  |

## Bekannte Spieler
| - Rainer Gebauer (1974–1980) - Nico Braun (1978–1980) - Régis Genaux (1981–1988) Jugend, - Philippe Albert (1985–1989, 1999–2000) - Pär Zetterberg (1991–1993) - Olivier Renard (1996–1999, 2000–2001, 2013) | - Daniel Van Buyten (1997–1999) - Roberto Bisconti (2000–2001) - Enzo Scifo (2000–2001) - Eduardo Adelino da Silva (2000–2003) - Dante Bonfim Costa Santos (2006) - Torben Joneleit (2008–2009) |

## Trainer
Eine Übersicht der Trainer des Vereins.
| Amtszeit    | Nat.       | Trainer         |
| ----------- | ---------- | --------------- |
| 1991        | Kroatien   | Luka Peruzović  |
| 1992–1994   | Belgien    | Robert Waseige  |
| 1995–1997   | Kroatien   | Luka Peruzović  |
| 1997–1999   | Belgien    | Robert Waseige  |
| 1998–1999   | Kroatien   | Luka Peruzović  |
| –           | –          | –               |
| 2003–2004   | Belgien    | Robert Waseige  |
| –           | –          | –               |
| 2009        | Belgien    | Stéphane Demol  |
| –           | –          | –               |
| 2011        | Kroatien   | Luka Peruzović  |
| –           | –          | –               |
| 2013        | Kroatien   | Luka Peruzović  |
| 2013–2019   | Belgien    | Felice Mazzù    |
| 2019–2021   | Frankreich | Karim Belhocine |
| 2021–2022   | Belgien    | Edward Still    |
| 2022        | Belgien    | Frank Defays    |
| 2022–3.2024 | Belgien    | Felice Mazzù    |
| 3.2024–     | Belgien    | Rik De Mil      |